# Чангада
Чангада — река в Красноярском крае России.

## Общая информация
Протекает по территории Эвенкийского района. Исток находится южнее озера Солила-Чангада на высоте больше 654 м над уровнем моря. Впадает в реку Котуй в 757 км от её устья по левому берегу (984 км от устья Хатанги). Длина реки составляет 320 км, площадь водосборного бассейна — 11 100 км². Населённых пунктов на реке нет.

## Данные водного реестра
По данным государственного водного реестра России и геоинформационной системы водохозяйственного районирования территории РФ, подготовленной Федеральным агентством водных ресурсов:
- Бассейновый округ — Енисейский
- Речной бассейн — Хатанга
- Речной подбассейн — Котуй
- Водохозяйственный участок — Котуй
- Код водного объекта — 17040200112117600010378

### Основные притоки
(указано расстояние от устья)
- 72 км — река Амнундакта (пр)
- 141 км — река Хэкчекит-Сэнэ (пр)